# Vrachonisídes Astakída
Vrachonisídes Astakída är öar i Grekland.   De ligger i prefekturen Nomós Dodekanísou och regionen Sydegeiska öarna, i den sydöstra delen av landet, 400 km sydost om huvudstaden Aten.